# Trio pour piano et cordes no 3 de Brahms
Pour les articles homonymes, voir Trio pour piano et cordes.
Le Trio pour piano et cordes no 3 en ut mineur opus 101 est un trio pour piano, violon et violoncelle de Johannes Brahms. Composé durant l'été 1886 sur les bords du lac de Thoune, il fut créé en première audition publique en décembre 1886 à Budapest avec le violoniste Jenő Hubay, le violoncelliste David Popper et le compositeur au piano.

## Analyse de l'œuvre
1. Allegro energico (à 
)
2. Presto non assai (en ut mineur)
3. Andante grazioso (en ut majeur, à 

 (mesure à cinq temps), avec un trio à 

, et 
)
4. Finale: Allegro molto (en ut mineur, à 
)

- Durée d'exécution : vingt minutes.

## Discographie sélective
- Trios pour piano et cordes no 1, 2, 3, Julius Katchen, Josef Suk, János Starker, Decca
- Trios pour piano et cordes no 1, 2, 3, Eugene Istomin, Isaac Stern, Leonard Rose CBS
- Trio no 1, 3, Jean-Noël Molard, Marc-Didier Thirault, Irakly Avaliani, Calliope Arpège